# Wierchpole
Wierchpole, Wierzchpole  (biał. Вярхполле, Wiarchpolle) – wieś na Białorusi, położona w obwodzie grodzieńskim w rejonie grodzieńskim w sielsowiecie Porzecze.
W latach 1921–1939 Wierchopole należało do gminy Hoża, w ówczesnym województwie białostockim.
Według Powszechnego Spisu Ludności z 1921 roku zamieszkiwało tu 249 osób, z których 248 było wyznania rzymskokatolickiego a jedna prawosławnego. Wszyscy mieszkańcy zadeklarowali polską przynależność narodową. Było tu 49 budynków mieszkalnych.
Miejscowość należała do parafii świętych apostołów Piotra i Pawła w Hoży. Podlegała pod Sąd Grodzki i Okręgowy w Grodnie; najbliższy urząd pocztowy mieścił się w Rybnicy.

## Urodzeni w Wierzchpolu
- Franciszek Pieściuk - polski ksiądz katolicki i poseł na Sejm Litwy Środkowej[5].